# Oleksiy Pryhorov
Oleksiy Pryhorov (en ukrainien Олексій Вікторович Пригоров, né le 25 juin 1987 à Kharkiv) est un plongeur ukrainien. 

## Biographie
Avec Illya Kvasha, il a été médaillé de bronze (tremplin synchronisé à 3 m) aux Jeux olympiques de 2008 et deux fois champion d'Europe. Il participe également aux Red Bull Cliff Diving 2019.